# Water of Gairney
Das Water of Gairney ist ein Bach in der schottischen Council Area Aberdeenshire. Er ist nicht zu verwechseln mit dem Gairney Water in Perth and Kinross.

## Beschreibung
Das Water of Gairney entspringt auf etwa 762 Meter Höhe am Nordhang des 887 Meter hohen Braid Cairn nahe der Grenze zu der benachbarten Council Area Angus. Es fließt vornehmlich nach Nordwesten ab. Nach insgesamt acht Kilometer mündet das Water of Gairney im Glen Tanar von rechts in das Water of Allachy, das über das Water of Tanar und den Dee in die Nordsee entwässert. Groome schlug in den 1880er Jahren den Unterlauf des Water of Allachy dem Water of Gairney zu.
Entlang seines Laufs münden verschiedene Bäche in das Water of Gairney ein. Durch eine dünnbesiedelte Bergregion Aberdeenshires verlaufend, passiert das Water of Allachy keine Ortschaften.

## Umgebung
Weite Teile des Mittel- und Unterlaufs befinden sich im Glen Tanar, welcher Teil eines Naturschutzgebiets ist und von NatureScot betreut wird. Es ist als Site of Special Scientific Interest, Special Protection Area und Special Area of Conservation ausgewiesen.